# Cameron Brink
Cameron Lee Brink (Princeton, Nueva Jersey; 31 de diciembre de 2001) es una baloncestista profesional estadounidense. Ella juega en las posiciones de alero y ala-pívot. Actualmente milita en las Los Angeles Sparks de la Women's National Basketball Association (WNBA).
Jugó a nivel universitario en Stanford, donde ganó un campeonato de la NCAA en 2021.

## Primeros años y carrera en la escuela secundaria
Cameron Brink nació en Princeton, Nueva Jersey, el 31 de diciembre de 2001. Pasó parte de su infancia viviendo en Ámsterdam, debido a que sus padres trabajaban para Nike en el mercado europeo. Es ahijada de Dell y Sonya Curry, y tiene una relación cercana con Stephen y Seth Curry. Sus padres eran amigos cercanos de Dell y Sonya durante su estancia en Virginia Tech. Cuando era niña, no le interesaba el baloncesto y se centraba más en el arte. Sin embargo, Dell y Sonya instaron a los padres de Brink a inscribirla en campamentos de baloncesto juvenil y, en sus años de escuela secundaria, Brink desarrolló un interés competitivo en el baloncesto.
Su familia regresaría a los Estados Unidos, donde ella jugó en Mountainside High School en Beaverton, Oregón. Como jugador de la escuela secundaria, Brink fue nombrado McDonald's All-American y dos veces Jugador del Año estatal.

## Carrera universitaria

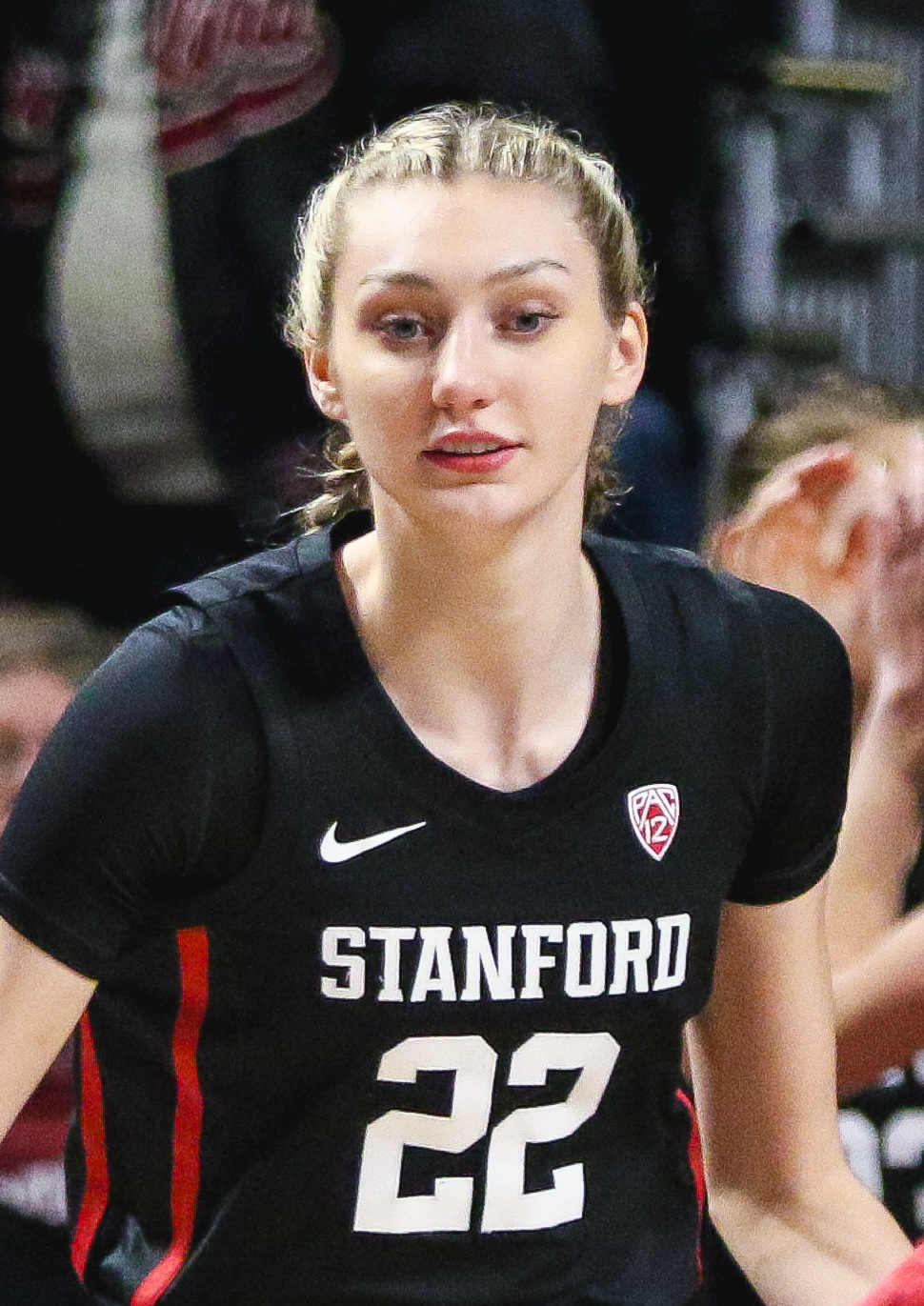
Cameron Brink (detalle), 2021.

Brink luego jugó para el Stanford Cardinal a nivel universitario. Ganó el campeonato de baloncesto femenino de la NCAA en 2021, su primer año en Stanford. Durante su estancia en Stanford, el equipo ganó cuatro títulos consecutivos de conferencia de temporada regular. En 2024, fue nombrada Jugadora del Año de la Conferencia Pac-12. En marzo, se declaró a favor del Draft de la WNBA de 2024. Ella fue eliminada por faltas en su último juego, una sorpresiva derrota ante NC State. Terminó su carrera en Stanford con un promedio de 14.0 puntos, 9.1 rebotes, 1.7 asistencias, 0.7 robos y 3.1 tapones por partido.

## Carrera profesional
Fue seleccionada en segundo lugar general por Los Angeles Sparks en el draft de la WNBA de 2024.Obtuvo su primera victoria en la WNBA el 21 de mayo sobre las Washington Mystics. Anotó 4 puntos y también tuvo 8 rebotes y 3 asistencias. Sumó tres bloqueos y tres robos en defensa. El 7 de junio, registró el primer doble-doble de su carrera con 10 puntos y 10 rebotes en una victoria sobre los Dallas Wings. El 18 de junio, durante un partido contra el Connecticut Sun, Brink se rompió el ligamento anterior cruzado, poniendo fin a su temporada.

## Carrera en la selección nacional
Representando a los Estados Unidos en el juego internacional, ganó medallas de oro cuando selección de baloncesto de Estados Unidos ganó los títulos de la Campeonato Mundial de Baloncesto Femenino Sub-17 de 2018 y Campeonato Mundial de Baloncesto Femenino Sub-19 de 2019.
Brink volvió a representar a Estados Unidos en la Copa Mundial de Baloncesto 3x3 de 2023, donde ganó una medalla de oro y fue nombrada MVP del torneo femenino.
Brink estaba lista para representar nuevamente al equipo femenino de 3x3 de los Estados Unidos en los Juegos Olímpicos de París 2024. Sin embargo, debido a la lesión del ligamento anterior cruzado sufrida durante la temporada 2024 de la WNBA, no pudo jugar en los Juegos Olímpicos.

## Estadísticas de carrera

### Stanford
| Año                                           | Equipo   | PJ  | PT  | MPP  | %TC  | %3P  | %TL  | RPP  | APP | ROB | TPP | PPP  |
| --------------------------------------------- | -------- | --- | --- | ---- | ---- | ---- | ---- | ---- | --- | --- | --- | ---- |
| 2020–21                                       | Stanford | 32  | 20  | 18.3 | .581 | .367 | .647 | 6.6  | .9  | .5  | 2.8 | 9.9  |
| 2021–22                                       | Stanford | 35  | 34  | 21.9 | .556 | .355 | .615 | 8.1  | 1.2 | .9  | 2.6 | 13.5 |
| 2022–23                                       | Stanford | 34  | 34  | 24.8 | .486 | .213 | .848 | 9.6  | 1.8 | .5  | 3.5 | 15.1 |
| 2023–24                                       | Stanford | 34  | 34  | 25.5 | .511 | .304 | .836 | 11.9 | 2.8 | .8  | 3.7 | 17.4 |
| Carrera                                       | Carrera  | 135 | 122 | 22.7 | .527 | .299 | .760 | 9.1  | 1.7 | .7  | 3.1 | 14.0 |
| Estadísticas recopiladas de Sports Reference. |          |     |     |      |      |      |      |      |     |     |     |      |

### WNBA
| Año                                               | Equipo      | PJ | PT | MPP  | %TC  | %3P  | %TL  | RPP | APP | ROB | TPP | PPP |
| ------------------------------------------------- | ----------- | -- | -- | ---- | ---- | ---- | ---- | --- | --- | --- | --- | --- |
| 2024                                              | Los Angeles | 15 | 15 | 22.0 | .398 | .323 | .840 | 5.3 | 1.7 | 1.1 | 2.3 | 7.5 |
| Carrera                                           | Carrera     | 15 | 15 | 22.0 | .398 | .323 | .840 | 5.3 | 1.7 | 1.1 | 2.3 | 7.5 |
| Estadísticas recopiladas de Basketball-Reference. |             |    |    |      |      |      |      |     |     |     |     |     |